# Gerard Unger
Gerard Unger (Arnhem, 22 de gener de 1942 - Bussum, 23 de novembre de 2018) va ser un dissenyador gràfic i de lletres tipogràfiques holandès. Va estudiar a la Gerrit Rietveld Academie d'⁣Amsterdam entre 1963 i 1967, i posteriorment va treballar a Total Design, Prad i Joh. Enschedé. L'any 1975 es va establir com a desenvolupador independent. Va exercir freqüentment com a professor convidat a la Universitat de Reading, on va ser mentor de molts dissenyadors de lletra tipogràfica moderns. Va viure i va treballar a Bussum, Països Baixos.

## Obra
Unger va desenvolupar moltes lletres tipogràfiques al llarg dels anys, moltes d'elles desenvolupades especialment per a diaris, com ara Swift, Gulliver, Coranto i Vesta. També va dissenyar per a revistes, monedes, llibres, logotips i segells.
Un gran nombre de les lletres tipogràfiques creades per Unger estan disponibles a Linotype i a la Dutch Type Library, i els seus tipus més recents també estan disponibles a través de la foneria tipogràfica Type Together. Unger va dissenyar lletres tipogràfiques per als sistemes de senyalització tant de les carreteres holandeses (ANWB-fonts) com del metro d'Amsterdam. La seva lletra tipogràfica Gulliver (1993) va ser utilitzada per USA Today durant una dècada i segueix sent utilitzada per diversos diaris europeus. La seva lletra tipogràfica Coranto és la tipografia de The Scotsman i del diari brasiler Valor.

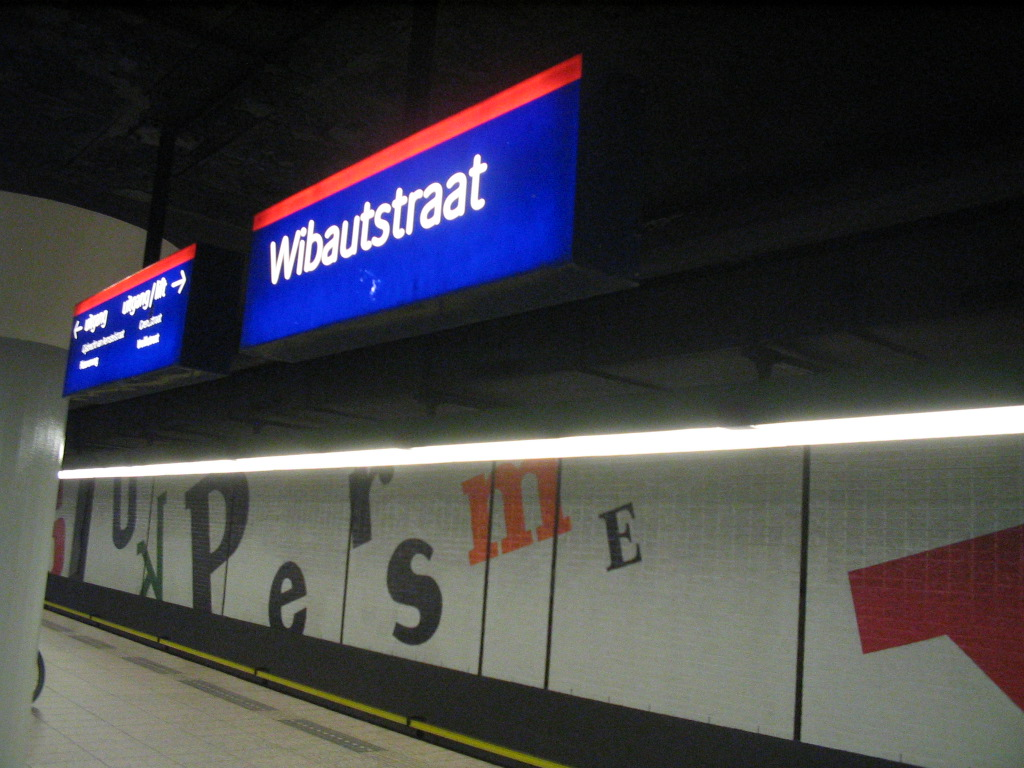
Estació de metro de Wibautstraat (Amsterdam, Països Baixos), juliol de 2005

A banda de la seva feina com a dissenyador tipogràfic Unger va impartir classes a la Gerrit Rietveld Academie durant més de 30 anys i, des de 1994, va ser professor visitant a la Universitat de Reading al Departament de Tipografia i Comunicació Gràfica. Del 2006 al 2012 va ser professor de tipografia al Departament de Belles Arts de la Universitat de Leiden.

## Mort
Gerard Unger va morir a casa seva de Bussum el 23 de novembre de 2018, aproximadament cinc mesos després de la mort de la seva dona.

### Beca Gerard Unger
La foneria tipogràfica Type Together va anunciar, després de la mort d'Unger, que el seu programa d'incentius per a l'edició de lletra tipogràfica passaria a anomenar-se Beca Gerard Unger en el seu honor. La beca ofereix a un estudiant o graduat una retribució econòmica i l'oportunitat de rebre mentoratge en el disseny d'una tipografia.

## Premis
Unger va rebre diversos premis, com ara el premi HN Werkman (1984), el premi Maurits Enschedé (1991) i el premi de tipografia SOTA (2009). Va ser nomenat doctor honoris causa per la Universitat d'Hasselt, Bèlgica (2008) i per l'Acadèmia de les Arts d'Estònia (2009). Va ser guardonat amb el premi "Piet Zwart Lifetime Achievement" per l'Associació de Dissenyadors Holandesos BNO (2012) i amb la medalla TDC pel Type Directors Club (2017).

## Obres

### Lletres tipogràfiques
Lletres tipogràfiques dissenyades per Unger
- Demos (1976/2001 [Neue Demos]/2015 [Demos Next])
- Praxis (1977/2001 [Neue Praxis]/2017 [Praxis Next])
- Hollander (1983)
- Flora (1984)
- Swift (1985/1995 [Neue Swift])
- Amerigo (1986)
- Argo (1991)
- Gulliver (1993)
- Fonts ANWB (1997)
- Capitolium (1998/2011 [Capitolium 2])
- Paradoxa (1999)
- Coranto (2000/2011 [Coranto 2])
- Vesta (2001/2011)
- Big Vesta (2003/2011)
- Capitolium News (2006/2011)
- Capitolium Headline (2011)
- Coranto Headline (2011)
- Alverata (2013)
- Sanserata (2016)

### Publicacions
- Gerard Unger, Letters, Uitgeverij De Buitenkant, Amsterdam, (1994) (ISBN 978-90-70386-69-6)
- Gerard Unger, Veranderend lezen, lezend veranderen, Walburg Pers, Zutphen (2004) (ISBN 9057303256)
- Gerard Unger, Terwijl je leest, Mark Batty Publisher, Nova York, (2006) (ISBN 0976224518)
- Gerard Unger, La tipografia com a vehicle de la ciència, Uitgeverij de Buitenkant, Amsterdam (2007), (ISBN 978-90-76452-67-8), conferència inaugural a la Universitat de Leiden
- Jos AAM Biemans i Gerard Unger, Eeuwenlang letters: lettervormen in de Koninklijke Bibliotheek, Bekking & Blitz, Amersfoort (2012)
- Gerard Unger, Alverata: hedendaagse Europese letters met wortels in de middeleeuwen, Uitgeverij de Buitenkant, Amsterdam (2013), (ISBN 978-94-90913-40-3), tesi acadèmica a la Universitat de Leiden
- Gerard Unger, Theory of Type Design, NAi010 Publishers, Rotterdam, (2018) (ISBN 978-94-6208-440-7)